# Bujanka, Ivanîci
Bujanka (în ucraineană Бужанка) este localitatea de reședință a comunei Bujanka din raionul Ivanîci, regiunea Volînia, Ucraina.

## Demografie
Componența lingvistică a localității Bujanka
     Ucraineană (99,36%)
     Alte limbi (0,64%)
Conform recensământului din 2001, majoritatea populației localității Bujanka era vorbitoare de ucraineană (99,36%), existând în minoritate și vorbitori de alte limbi.